# Ommatius atrosus
Ommatius atrosus är en tvåvingeart som beskrevs av Scarbrough 1997. Ommatius atrosus ingår i släktet Ommatius och familjen rovflugor.
Artens utbredningsområde är Dominikanska republiken. Inga underarter finns listade i Catalogue of Life.